# محاصره لنینگراد
محاصره لنینگراد یک حصر طولانی مدت توسط نیروهای آلمانی و فنلاندی بر شهر لنینگراد بود که در جبهه شرقی جنگ جهانی دوم به وقوع پیوست. محاصره ۸ سپتامبر ۱۹۴۱، هنگامی که آخرین راه ارتباطی زمینی به شهر توسط نیروهای گروه ارتش شمال ورماخت مسدود شد، آغاز گشت. گرچه نیروهای ارتش سرخ ۱۸ ژانویه ۱۹۴۳ موفق به بازکردن یک راه باریک برای ورود به شهر شدند، اما شکسته شدن محاصره شهر تا ۲۷ ژانویه ۱۹۴۴، یعنی بعد از ۸۷۲ روز، به درازا کشید. این محاصره یکی از مخرب‌ترین و مرگبارترین محاصره‌های تاریخ به حساب می‌آید.

## پیش‌زمینه

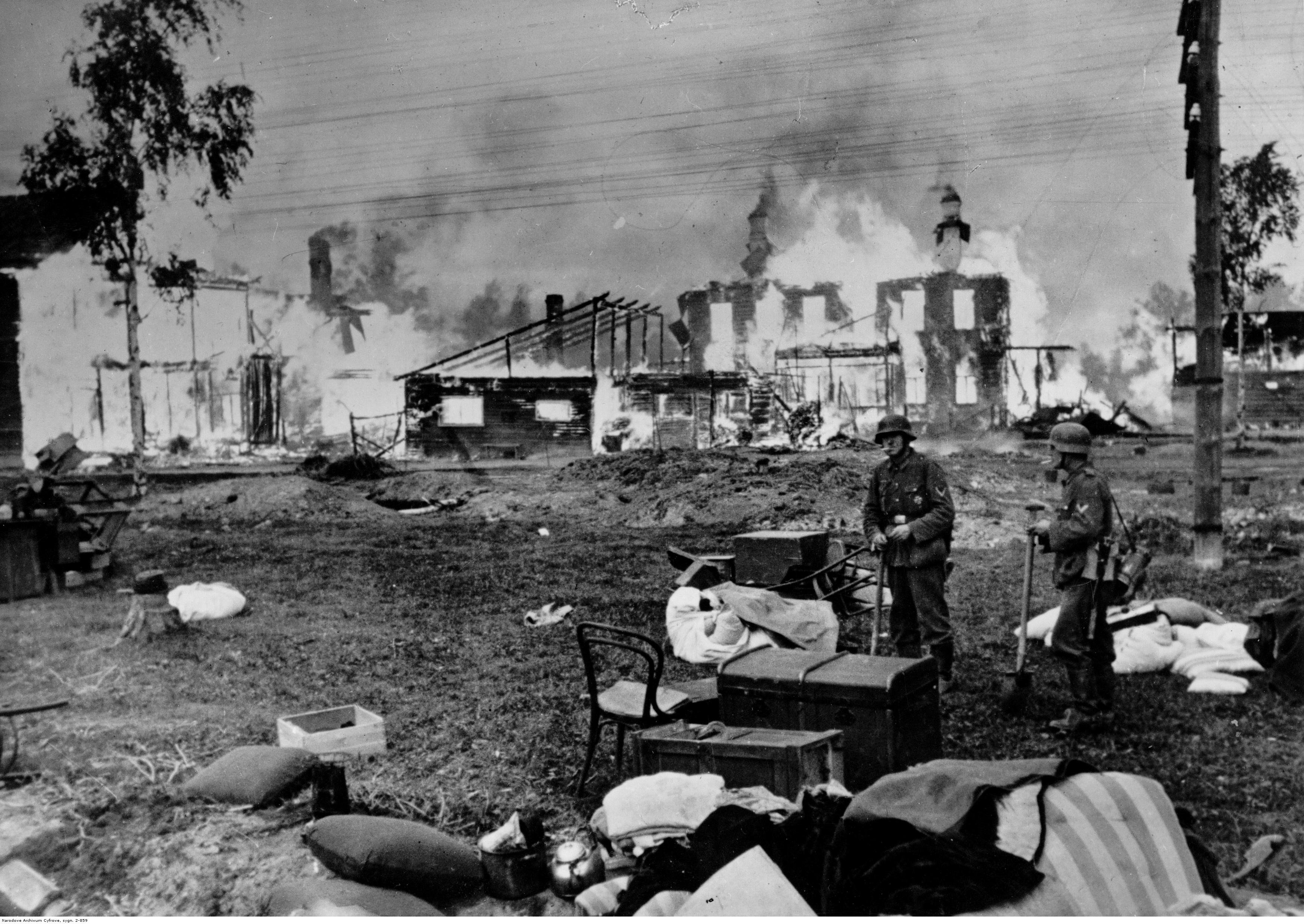
نیروهای آلمانی در حومه لنینگراد.

لنینگراد با جمعیت ۳٫۲ میلیون نفری به عنوان «پایتخت دوم» شوروی، در سال ۱۹۴۱ یکی از مراکز عمده صنعتی و اقتصادی آن به حساب می‌آمد. این شهر با حدوداً ۶۰۰ کارخانه قریب به ۱۰ درصد از مجموع تولیدات صنعتی کشور را به خود اختصاص داده بود. صنایع لنینگراد نزدیک به یک سوم ماشین‌آلات صنعتی شوروی و بیشتر توربین‌های تولید انرژی آن را تأمین می‌کردند.
لنینگراد یکی از اهداف سه‌گانه آلمانی‌ها در طرح عملیاتی بارباروسا برای تهاجم به شوروی و هدف اصلی گروه ارتش شمال به فرماندهی فیلدمارشال ویلهلم ریتر فون لیب، بود. این عملیات ساعت ۳ بامداد روز ۲۲ ژوئن سال ۱۹۴۱ آغاز شد. تهاجم آلمان نیروهای شوروی در تمامی طول خط مقدم را کاملاً غافلگیری کرد. گروه زرهی ۴ تحت فرمان ارتشبد اریش هوپنر نقش سرنیزه زرهی گروه ارتش شمال را بر عهده داشت. این نیرو توانست روز نخست ۸۰ کیلومتر و در عرض ۱۰۰ ساعت ۳۲۰ کیلومتر از خط مرزی در عمق خاک شوروی پیشروی کنند و در ۲۶ ژوئن بر دونابورگ مسلط شوند. بدین ترتیب نیروهای جلودار گروه ارتش شمال نیمی از راه لنینگراد را تنها در عرض ۵ روز طی کردند. گروه ارتش شمال با خطوط تدارکاتی کوتاه‌تر، خطوط آهن بهتر و تصرف سریع بنادر منطقه بالتیک از پشتیبانی تدارکاتی بهتری نسبت به دو گروه ارتش دیگر ورماخت برخوردار بود. به هر صورت انتظار نمی‌رفت پیاده‌نظام ورماخت بتواند با سرعت نیروهای زرهی آن را دنبال کند. سر نیزه زرهی گروه ارتش شمال با دفع ضد حملات دشمن در دونابورگ، پیشروی خود را مجدداً از ۲ ژوئیه از سر گرفت و روز ۴ ژوئیه اوستروف و روز بعد آن پسکوف را تصرف و تا ۱۴ ژوئیه به گذرگاهی در سابسک بر روی رود لوگا دست پیدا کرد. بدین شکل پیش قراولان گروه ارتش شمال در عرض ۳ هفته با طی مسافتی ۷۵۰ کیلومتری، به صد کیلومتری لنینگراد رسیدند. چگونگی تحقق هدف سلطه بر لنینگراد مداوما نزد مهاجمان دست‌خوش تغییر و اصلاح قرار داشت. در نهایت صدور فرمان شماره ۳۴ پیشوا در ۳۰ ژوئیه گروه ارتش شمال را موظف کرد این شهر را به محاصره درآورد و با نیروهای فنلاندی ارتباط برقرار کند. طبق طرح فرماندهی عالی نیروی زمینی آلمان گروه زرهی ۴ می‌بایست ارتباط لنینگراد با خارج را قطع می‌کرد. همچنین مقرر گشت یگان‌های قدرتمند پیاده‌نظام از جنوب به سمت این شهر حرکت کنند تا نیروهای متحرک را هر چه زود برای عملیات‌های دیگر آزاد نمایند. فرماندهی گروه ارتش شمال با تصور این که نیروهای دشمن در جنوب شرقی لنینگراد آخرین یگان‌های آن جهت ارائه مقاومتی جدی هستند و همین نیروها با یک یورش سخت از طرف نیروهای دارای برتری آلمانی عقب خواهند نشست، به راحتی این فرامین را پذیرفت.

## ترکیب یگان‌ها
ترکیب یگان‌های در ۲ ژانویه سال ۱۹۴۲:
ورماخت:
- ارتش هجدهم - ارتشبد گئورگ فون کوشلر:

| - - سپاه ۱ - سپهبد کونو فون بوت - لشکر یازدهم پیاده‌نظام - لشکر بیست و یکم پیاده‌نظام - لشکر دویست و پنجاه و چهارم پیاده‌نظام - لشکر دویست و نود و یکم پیاده‌نظام - هنگ ۹ پیاده‌نظام اس‌اس - گردان ۱ هنگ ۲۰۳ زرهی - یک گردان با ترکیبی از نیروهای لشکر هشتم زرهی و لشکر دوازدهم زرهی | - - سپاه ۲۶ - سپهبد آلبرت وودریش: - لشکر نود و سوم پیاده‌نظام - لشکر دویست و دوازدهم پیاده‌نظام - لشکر دویست و هفدهم پیاده‌نظام | - - سپاه ۲۸ - سپهبد هربرت لوش - لشکر یکم پیاده‌نظام - لشکر نود و ششم پیاده‌نظام - لشکر دویست و بیست و سوم پیاده‌نظام - لشکر دویست و بیست هفتم پیاده‌نظام - لشکر دویست و شصت و نهم پیاده‌نظام - هنگ ۳۷۴ زیشرونگس - گردان زرهی ووخن‌آوئر (لشکر هشتم زرهی) - گردان فون مولر (لشکر دوازدهم زرهی) - گردان ۵۶۳ ضدتانک | - - سپاه ۵۰ - سپهبد گئورگ لیندمان: - لشکر پنجاه و هشتم پیاده‌نظام - لشکر صد و بیست و یکم پیاده‌نظام - لشکر صد و بیست و دوم پیاده‌نظام - لشکر پلیس اس‌اس |

ارتش سرخ:
- جبهه لنینگراد:

| - - ارتش بیست و سوم: - لشکر ۱۲۳ تفنگ‌دار - لشکر ۱۴۲ تفنگ‌دار - لشکر ۲۹۱ تفنگ‌دار | - - ارتش چهل و دوم: - لشکر ۱۳ تفنگ‌دار - لشکر ۱۸۹ تفنگ‌دار - لشکر ۲۱ تفنگ‌دار ان‌کاوه‌ده | - - ارتش پنجاه و پنجم: - لشکر ۱۱ تفنگ‌دار - لشکر ۴۳ تفنگ‌دار - لشکر ۵۶ تفنگ‌دار - لشکر ۷۰ تفنگ‌دار - لشکر ۷۲ تفنگ‌دار - لشکر ۸۵ تفنگ‌دار - لشکر ۸۶ تفنگ‌دار - لشکر ۹۰ تفنگ‌دار - لشکر ۱۲۵ تفنگ‌دار - لشکر ۱۷۷ تفنگ‌دار - لشکر ۲۶۸ تفنگ‌دار | - - گروه عملیاتی نِوا: - لشکر ۱۱ تفنگ‌دار ان‌کاوه‌ده - تیپ ۱۱ تفنگ‌دار - تیپ ۴ تفنگ‌داران دریایی | - - گروه عملیاتی ساحلی در اورانینباوم: - لشکر ۴۸ تفنگ‌دار - لشکر ۱۶۸ تفنگ‌دار - تیپ ۲ تفنگ‌داران دریایی - تیپ ۵ تفنگ‌داران دریایی | - - ارتش پنجاه و چهارم: - لشکر ۳ تفنگ‌دار محافظ - لشکر ۸۰ تفنگ‌دار - لشکر ۱۱۵ تفنگ‌دار - لشکر ۱۲۸ تفنگ‌دار - لشکر ۱۹۸ تفنگ‌دار - لشکر ۲۸۱ تفنگ‌دار - لشکر ۲۸۵ تفنگ‌دار - لشکر ۲۸۶ تفنگ‌دار - لشکر ۲۹۴ تفنگ‌دار - لشکر ۳۱۱ تفنگ‌دار - تیپ ۱ تفنگ‌دار کوهستان - تیپ ۶ تفنگ‌داران دریایی - تیپ ۱۶ تانک - تیپ ۱۲۲ تانک |

- - ذخیره جبهه:
    - لشکر ۱۰ تفنگ‌دار
    - لشکر ۲۰ تفنگ‌دار ان‌کاوه‌ده
    - تیپ ۱۲۳ تانک
    - تیپ ۱۲۴ تانک

## آماده‌سازی دفاعی شوروی
بلافاصله پس از آغاز تهاجم آلمان به شوروی در منطقه ویژه نظامی لنینگراد اعلام حکومت نظامی شد و روز بعد ساعات کاری کارخانه‌های دفاعی سه ساعت افزایش یافت. پیش از آغاز جنگ، شوروی با مشاهده نبرد بریتانیا و حملات هوایی آلمان به لندن، تصور می‌کرد اصلی‌ترین تهدید علیه لنینگراد حملات هوایی خواهد بود. با توجه به این که کسی در شوروی خیال نمی‌کرد نیروهای آلمانی خود را به این شهر برسانند، آمادگی‌های دفاعی ارتش سرخ برای مقابله با خطر نیروهای فنلاندی، در جهت اشتباهی ترتیب داده شده بود. هنگامی که پیش‌روی سریع قوای گروه ارتش شمال ورماخت در منطقه بالتیک خط بطلانی بر این تصورات کشید، شورای نظامی لنینگراد وادار به ایجاد استحکامات دفاعی جدیدی شد. بدین منظور رود لوگا به سرعت به عنوان بهترین محل جهت متوقف ساختن یورش آلمانی‌ها شناسایی گردید.
حکم بسیج نظامی در شوروی نیروهای ذخیره متولد بین سال‌های ۱۹۰۵ تا ۱۹۱۸ را به خدمت فعال فرا خواند. تا ابتدا ماه اکتبر ۲۹۸٬۷۰۰ نفر در لنینگراد بسیج شدند. روز ۲۷ ژوئن سال ۱۹۴۱، کمیته حزب کمونیست لنینگراد تصمیم به ایجاد یک لشکر شبه‌نظامیان مردمی ("اوپولچنیه") از هر یک از ۱۵ رایون شهر به عنوان نیروی ذخیره گرفت. حدود دویست هزار نفر به منظور عضویت در این لشکرها داوطلب گشتند. بسیاری از این افراد پیش از این هیچ آموزش نظامی ندیده بودند. لنینگراد نخستین شهر در شوروی بود که لشکرهای غیرنظامی جدا از ارتش سرخ ایجاد می‌کرد. این کار به الگویی برای کمیته مرکزی حزب کمونیست جهت اجرا در شهرهای دیگر بدل شد. با توجه به تعداد اندک و تأخیر نیروهای اعزامی استاوکا، فرماندهی عالی ارتش سرخ، بسیج نیروهای غیرنظامی نقشی کلیدی در آماده‌سازی‌های دفاعی لنینگراد بازی کرد. زنان نیز در بین این داوطلبان بودند و عموماً در خدمات درمانی و ارتباطی به‌کارگرفته شدند. روزهای بعدی، حدود نیم میلیون شهروند غیرنظامی شانزده تا پنجاه‌ساله لنینگراد برای ساخت استحکامات در منطقه روستوف-پسکوف و خط دفاعی رود لوگا بسیج شدند. چندین خط دفاعی هم دور شهر ساخته شد تا نیروهای متخاصمی را که از شمال و جنوب یورش می‌آوردند، دفع کند. در جنوب، استحکامات از دهانه رود لوگا به سمت چودوفو، کراسنوگواردِیسک، اوریتسک، پولکوو و سپس در طول رود نوا امتداد داشت. خط دفاعی دیگری از پترهوف به کراسنوگواردِیسک، پولکوو، کولپینو و کولتوشی رسید. در شمال خط دفاعی در برابر فنلاندی‌ها، منطقه استحکامات کارلیا، از دهه ۱۹۳۰ در حومه شمالی لنینگراد حفظ شده بود و اکنون به کار خود بازگردانده شد. در مجموع ۵۰۰۰ جان‌پناه خاکی، چوبی و بتی، بیش از ۶۰۰ کیلومتر سیم‌خاردار، حدود ۱۰۰۰ کیلومتر خاکریز، بیش از ۶۴۰ کیلومتر خندق ضد تانک، ۳۰۰ کیلومتر از موانع چوبی ایجاد شدند. این ساخت‌وسازها در شرایطی دشوار، بدون مرخصی، بدون ابزار مناسب، بدون پناهگاه در برابر عناصر آب‌وهوایی و هواگردهای دشمن و با تغذیه‌ای اندک انجام گرفت.
با تشدید وخامت اوضاع در خط مقدم، روز ۴ ژوئیه کمیته حزب و رهبران نظامی با رها کردن طرح پیشین در تشکیل لشکرهای شبه‌نظامی، تصمیم به ایجاد بلافاصله ۳ لشکر خط مقدم گرفتند. نخستین لشکر تقریباً تماما با کارگران کارخانه کیروف پدید آمد و «لشکر کیروف» نام گرفت. کارگران کارخانه‌های رایون‌های موسکووسکی و فروزنسکی لشکرهای دوم و سوم را ایجاد نمودند. کارگران این کارخانه‌ها از این رو بدین منظور استفاده شدند که تا این زمان از بسیج نیروهای ذخیره استثنا گشته و در نتیجه تنها مردان جوانی به حساب می‌آمدند که در شهر باقی مانده بودند.
همان روز ۴ ژوئیه ارتشبد گئورگی ژوکوف، رئیس ستاد کل ارتش سرخ، دستور به اتخاذ مواضع دفاعی توسط جبهه شمالی شوروی به فرماندهی ارتشبد مارکیان پوپوف، در طول رود لوگا داد و هدایت ناوگان دریای بالتیک و ارتش هشتم شوروی را به آن سپرد. دو روز بعد جبهه شمالی شوروی «گروه عملیاتی لوگا» را که به تازگی شکل گرفته بود، موظف به استقرار در طول خط دفاعی رود لوگا ساخت. این خط دفاعی از خلیج ناروا تا دریاچه ایلمن کشیده شده بود. یک شکاف بین کراسنوگواردِیسک و شهر لوگا برای باز گذاشتن راه عقب‌نشینی جبهه شمال غربی وجود داشت. هنگام اجرای این فرمان در ۹ ژوئیه، این گروه عملیاتی دارای دو لشکر تفنگ‌دار، یک تیپ تفنگ‌داران کوهستانی، سه لشکر از شبه‌نظامیان و چندین یگان از دانشکده آموزشی بود. نیروهای این سه لشکر شبه‌نظامی هر یک متشکل از نزدیک به ۱۰ هزار نفر، تقریباً هیچ آموزشی نظامی ندیده و بسیاری از آن‌ها هیچگاه در نیروهای مسلح خدمت نکرده و سلاح به دست نگرفته بودند. هفته بعدی سپاه ۴۱ تفنگ‌دار شوروی متشکل از چهار لشکر تفنگ‌دار، دو سپاه مکانیزه ۱۰ و ۲۱ و لشکر بیست و چهارم تانک نیز به گروه عملیاتی لوگا سپرده شد. پوپوف همچنین بنا بر دستور ۲۹ ژوئن استاوکا، فرماندهی عالی ارتش سرخ، شروع به ایجاد ۱۵ لشکر شبه‌نظامی دیگر برای دفاع از شهر کرد. روز ۱۰ ژوئیه مارشال کلیمنت ووراشیلوف با مأموریت هماهنگ‌سازی عملیات‌های جبهه‌های شمال غربی و شمالی و ناوگان دریای بالتیک، به فرمان استالین به ریاست فرماندهی عالی «جهت شمال غربی» شوروی منصوب گشت. ووراشیلوف ۱۳ ژوئیه به منظور باز سازماندهی نیروها، ارتش تضعیف‌شده هشتم و سپاه ۴۱ مکانیزه را از جبهه شمال غربی به جبهه شمالی منتقل نمود. او چهار لشکر، دو تیپ و یک گردان تانک را در جایگاه ذخیره قرار داد.
روز ۱۹ ژوئیه چهارمین لشکر شبه‌نظامی از رایون‌های دزرژینسکی و کویبیشوسکی نیز ایجاد و با شتاب به خط مقدم گسیل شد. از روز بعد ایجاد لشکرهای «محافظ» آغاز گشت. این لشکرها ظاهراً از آموزش و تسلیحات بهتری برخوردار بودند اما در حقیقت عملکرد بهتری نسبت به لشکرهای شبه‌نظامی نداشتند. سه لشکر نخست محافظ متشکل از ۳۱ هزار داوطلب پس از گذراندن آموزش سه تا چهار هفته‌ای به خط دفاعی لوگا ملحق شدند. لشکر چهارم محافظ با تعداد بیشتری نیرو نیز در ۱۳ ماه اوت پدید آمد تا نقش ذخیره سه لشکر دیگر را ایفا نماید. اواخر ماه اوت روزنامه لنینگراد تمامی ساکنان شهر را که قادر به حمل سلاح بودند، تشویق به پیوستن به قوای شبه‌نظامی مردمی می‌کرد. تا اواخر ماه سپتامبر ۱۰ لشکر و یگان‌های مختلف شبه‌نظامی مجموعاً با توان ۱۳۵ هزار نفر تشکیل گردید. بیشتر آموزشی که به این افراد داده می‌شد مربوط به سلاح‌های سرد همچون چاقو، سرنیزه و نیزه بود. ماهیت مرگبار وظایف این یگان‌ها سبب شده بود در ترکیب آن‌ها تا جای ممکن از اعضای حزب کمونیست به عنوان وفادارترین افراد استفاده شود. این شمار تا روز ۱ اکتبر به بیش از ۴۳۰ هزار نفر رسید که ۱۴۷ هزار نفر از آن‌ها از عناصر حزب کمونیست بودند.

## پیشروی ورماخت به سمت لنینگراد
پس از سه هفته توقف جهت رسیدن یگان‌های پیاده‌نظام به قوای جلودار، حرکت نیروهای گروه ارتش شمال به سمت لنینگراد از روز ۸ اوت از سرگرفته شد. سپاه ۴۱ موتوریزه و سپاه ۳۸ ورماخت در شرایط بارندگی شدید، در محور کینگیسپ-کراسنوگواردِیسک پیشروی کردند تا با دست یافتن به اراضی باز جنوب خط آهن ناروا-لنینگراد با چرخش به شرق به سمت لنینگراد بروند. این دو سپاه پس از سه روز مبارزه شدید، با نفوذ در دفاع دشمن، بر گذرگاه‌هایی بر رود لوگا در ایوانوسکوئه و بولشوی‌سابک سلطه پیدا کردند. روز ۱۰ اوت سپاه ۵۶ موتوریزه و سپاه ۱ به سمت شهر لوگا و نووگورود یورش بردند. نیروهای گروه زرهی ۴ روز ۱۱ اوت خط آهن کینگیسپ-کراسنوگواردیسک را قطع کردند. در این موقعیت سپاه ۴۱ موتوریزه به سمت کراسنوگواردِیسک در شرق و سپاه ۳۸ به سمت کینگیسپ رفتند. با تصرف کینگیسپ توسط سپاه ۳۸ نیروهای ارتش هشتم شوروی وادار به عقب‌نشینی از ناروا به سمت شهر لوگا شدند. بدین ترتیب فن لیب نتوانست نیروهای دشمن در ناروا و کینگیسپ را منهدم کند تا ضمن امنیت‌بخشی پیاده‌نظام به جناح راست، تهاجم نیروهای زرهی به کراسنوگواردِیسک به تعویق بیفتد. با فشار سپاه‌های ۲۶ و ۲۸ ارتش هجدهم ورماخت، ارتش هشتم شوروی تا ناحیه اورانینباوم در کرانه جنوبی خلیج فنلاند عقب نشست. سه سپاه گروه ارتش شمال خط دفاعی نسبتاً آماده گروه عملیاتی لوگا و ارتش چهل و هشتم شوروی در طول رود لوگا را در هم شکستند و با تصرف شیمسک در ۱۲ اوت، نووگورود در ۱۶ اوت و شهر لوگا در ۲۴ اوت، خود را به رود وولخوف رساندند و خط آهن مسکو-لنینگراد را سد نمودند. بدین شکل ارتباط ارتش چهل و هشتم شوروی که تنها ۶۲۰۰ نفر با ۵۰۰۰ تفنگ و ۳۱ توپ برای آن باقی مانده بود، با جبهه شمال غربی نیز قطع شد. با ورود لشکر هشتم زرهی از جایگاه ذخیره گروه زرهی ۴ به میدان و چرخش آن به جنوب از جناح راست سپاه ۴۱ موتوریزه ورماخت و اتصال به سپاه ۵۰ ورماخت که پس از تسخیر شهر لوگا در حال حرکت به سمت شمال بود، ۹ لشکر گروه عملیاتی لوگا و سپاه ۴۱ تفنگ‌دار شوروی در نزدیکی ویریتسا به محاصره آلمانی‌ها افتادند. پاکسازی این منطقه به اسارت ۲۵ هزار نفر از نیروهای شوروی انجامید.
ووراشیلوف روز ۲۳ اوت ارتش چهل‌وهشتم شوروی را به جبهه شمالی منتقل کرد و دستور به دفاع این ارتش تضعیف‌شده در شمال چودوفو، از مسیر جنوب شرقی لنینگراد داد. همان روز استاوکا جبهه شمالی شوروی را به دو جبهه لنینگراد و کارلیا تقسیم کرد. استاوکا روز ۲۷ اوت جهت شمال غربی شوروی را منحل و ووراشیلوف را فرمانده جبهه لنینگراد شوروی کرد. استاوکا همچنین پس از تشکیل ارتش‌های چهارم، پنجاه و دوم و پنجاه‌وچهارم شوروی از ذخایر راهبردی جهت تقویت ارتش مستقل هفتم شوروی در طول رود سویر، شروع به استقرار آن‌ها در طول کرانه شرقی رود وولخوف کرد تا از اتصال نیروهای آلمانی و فنلاندی به یکدیگر در شمال شرقی لنینگراد جلوگیری کند.
همزمان فون لیب که نیروهایش در ۴۰ کیلومتری جنوب و ۱۰۰ کیلومتری جنوب غربی لنینگراد بودند، در حال متمرکز کردن یگان‌های خود جهت تهاجم نهایی به لنینگراد بود. او سپاه تازه‌دریافت‌شده ۳۹ موتوریزه و دو سپاه ۱ و ۲۸ از ارتش شانزدهم ورماخت را موظف به رخنه در لنینگراد از جنوب شرقی در طول جاده مسکو-لنینگراد کرد. گروه زرهی ۴ و ارتش هجدهم ورماخت نیز می‌بایست از جنوب و غرب این شهر را مورد تهاجم قرار می‌دادند. مابقی قوای ارتش شانزدهم ورماخت هم مسئول دفاع از جناح راست گروه ارتش در ارتفاعات والدای و در طول رود وولخوف بودند.

## تکمیل محاصره
سپاه ۳۹ موتوریزه ورماخت روز ۲۵ اوت به سادگی در دفاع ارتش چهل و هشتم شوروی رخنه نمود. این سپاه لشکر هجدهم پیاده‌نظام موتوریزه را به سمت کیریشی در شمال شرقی، لشکر دوازدهم زرهی را به سمت کولپینو در غرب و لشکر بیستم پیاده‌نظام موتوریزه را به سمت وولخوف در شمال شرقی فرستاد. جبهه لنینگراد شوروی سعی کرد با ارسال دو لشکر به کمک نیروهای حاضر در ناحیه سلوتسک-کولپینو، شکاف در حال گسترش در جنوب شرقی این شهر را پوشش دهد و دستور به برقراری دفاعی قدرتمند و اجرای ضد حمله توسط گروه عملیاتی لوگا و ارتش چهل و هشتم شوروی داد که به هر صورت هیچ‌یک به نتیجه‌ای نرسید. لشکر دوازدهم زرهی و لشکر بیستم پیاده‌نظام موتوریزه ورماخت با پشتیبانی سه لشکر پیاده‌نظام دیگر، روز ۲۹ اوت توسنو و مگا را به تصرف درآوردند و خود را به رود نوا رساندند. همزمان لشکر هجدهم پیاده‌نظام موتوریزه ورماخت بر کیریشی و لیوبان تسلط یافت. این مسئله موجب در معرض تهدید قرار گرفتن آخرین خط آهن لنینگراد شد. سپاه ۲۸ ورماخت با تعقیب نزدیک نیروهای زرهی، به سمت لنینگراد حرکت کرد و در طی مبارزات سنگین بین روزهای ۳۰ اوت و ۸ سپتامبر نیروهای دشمن را به سمت رودهای ایژورا و نوا عقب راند. به هر حال مقاومت سرسختانه ارتش سرخ در یام-ایژورا پیشروی آلمانی‌ها در این محور را متوقف ساخت.

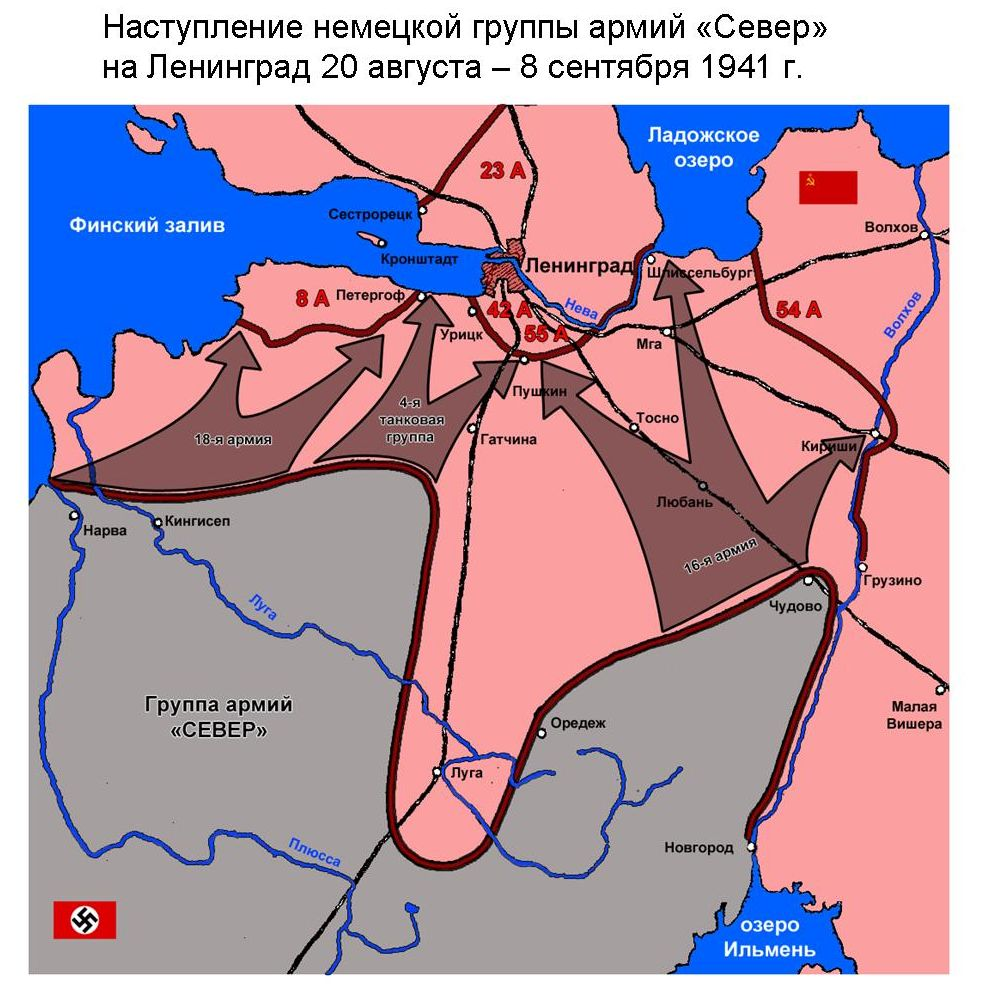
تهاجم گروه ارتش شمال ۲۰ اوت تا ۸ سپتامبر

ژنرال پوپوف، فرمانده جبهه لنینگراد با تقویت ارتش چهل و هشتم با یک لشکر تفنگ‌دار ان‌کاوه‌ده متشکل نیروهای مرزبانی کارلیا، فرمان به باز پس گرفتن مگا داد. با وجود پس گرفته شدن مگا در روز ۳۰ اوت با ضد حمله لشکر ان‌کاوه‌ده، تهاجم لشکر بیستم پیاده‌نظام موتوریزه آلمان روز بعد مجدداً قوای شوروی را این شهر بیرون راند. سقوط فاجعه‌بار مگا آخرین اتصال ریلی لنینگراد با دنیای خارج را قطع نمود. با این حال، شبه‌نظامیان شوروی و یگان‌های ارتش سرخ مقاومت شدیدی در کراسنوگواردیسک بروز دادند که موجب دستیابی به وقت گران بهایی در تحکیم دفاع حلقه داخلی لنینگراد گشت.
روز ۳۱ اوت به فرمان استاوکا جبهه لنینگراد با بازسازمان‌دهی نیروهای خود دو ارتش جدید چهل و دوم و پنجاه و پنجم را تشکیل داد. این ارتش‌ها به ترتیب شروع به محافظت از جانب جنوب غربی شهر در اطراف کراسنویه سلو و پوشکین و بخش شرقی شهر بین کولپینو و شلیسلبورگ نمودند. ارتش هشتم شوروی نیز که به وسیله ارتش هجدهم آلمان تدریجاً به سمت اورانینباوم عقب رانده شده بود، در جانب غربی لنینگراد مستقر بود. به هر ترتیب این ارتش‌ها سازمان ناقصی داشتند و لشکرهای آن‌ها به شکل کاملی تشکیل نشده نبودند. روز ۱۱ سپتامبر در مجموع ۴۵۲ هزار نفر از نیروهای ارتش سرخ در جبهه لنینگراد مستقر گشته بودند که دو سوم از آن‌ها در جنوب شهر در مقابل مقدار مشابهی نیروی آلمانی قرار داشتند.
آلمانی‌ها از ۴ سپتامبر شروع به گلوله‌باران روزانه لنینگراد با توپ‌های ۲۴۰ میلی‌متری از ناحیه شمال توسنو نمودند. فرمان شماره ۳۵ پیشوا در ۶ سپتامبر، از گروه ارتش شمال خواست از تهاجم خسارت‌بار مستقیم به شهر اجتناب نماید اما در عین حال خواهان تصرف سریع آن پس از تکمیل محاصره شد. همین هنگام فرماندهی عالی نیروی زمینی آلمان به فن لیب اطلاع داد که ملزم است گروه زرهی ۴ و سپاه ۸ هوایی را جهت آماده‌سازی برای تهاجم به مسکو، به گروه ارتش مرکز بسپارد. این امر موجب تأخیر در ادامه برنامه یورش آلمانی‌ها به لنینگراد می‌شد. بدون این یگان‌ها، فن لیب احساس کرد نیروهای تحت امرش قادر به ادامه تهاجم نیستند و به محاصره بسنده نمود. به هر صورت فرماندهی عالی نیروی زمینی آلمان تصور می‌کرد مقاومت مدافعان شهر تا بهار سال ۱۹۴۲ فرو خواهد پاشید. در عوض نیروهای جدا شده، لشکر هفتم هوابرد از کرت، لشکر دویست و پنجاهم پیاده‌نظام متشکل از داوطلبان اسپانیایی و لشکرهای دویست و دوازدهم و دویست و بیست و هفتم پیاده‌نظام از فرانسه به گروه ارتش شمال ملحق می‌گشتند.
سرانجام با یورش نهایی سپاه ۳۹ موتوریزه ورماخت با دو گروه‌رزمی از لشکر صد و بیست و ششم پیاده‌نظام، ارتفاعات سینیاوینو روز ۷ سپتامبر و شلیسلبورگ رو بعد، ۸ سپتامبر، به تصرف آلمانی‌ها درآمد تا آخرین اتصال زمینی لنینگراد با سایر نواحی نیز به‌طور کامل سد گردد و محاصره آن آغاز شود. باحصول این موفقیت مابقی نیروهای سپاه ۳۹ موتوریزه ورماخت رو به وولخوف در جانب شرق آوردند. گفته می‌شود با ترس ووراشیلوف از اعلام خبر این فاجعه، استالین از طریق مخابره رادیویی آلمان از تکمیل محاصره لنینگراد مطلع شد.

## مشارکت فنلاند

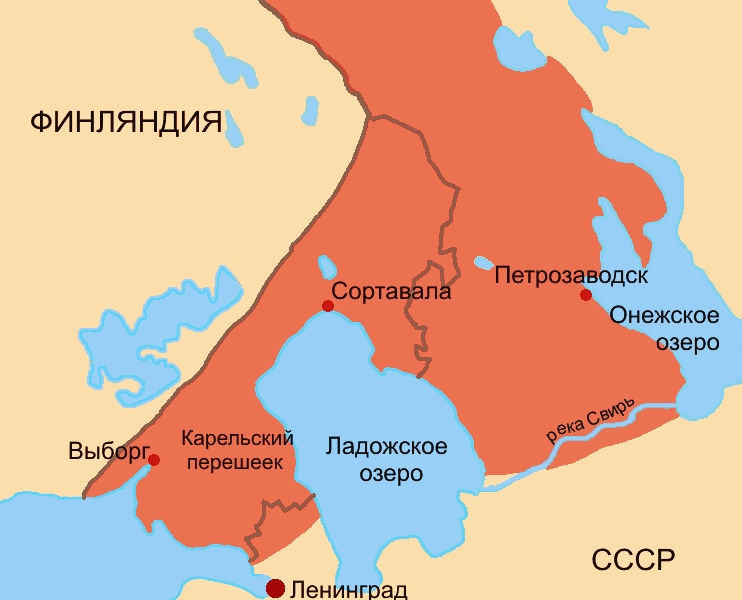
حدود پیشروی نهایی نیروهای فنلاندی در ناحیه کارلیا

نیروهای فنلاندی که عملیات‌های خود را به غرب دریاچه‌های اونگا و لادوگا علیه ارتش هفتم شوروی محدود ساخته بودند، با پیشروی از روز ۳۱ ژوئیه در باریکه کارلیا و با عقب راندن ارتش بیست و سوم شوروی از جبهه لنینگراد، روز ۲ سپتامبر خود را به مرزهای پیش از سال ۱۹۳۹ رساندند. در این موقعیت فنلاندی‌ها که از باز پس گرفتن اراضی از دست رفته خود در جنگ زمستان، راضی بودند، دیگر میلی به ادامه پیشروی نداشتند. بدین ترتیب به فرمان مارشال کارل مانرهیم، شش لشکر فنلاندی در فاصله ۳۲ کیلومتری از این شهر حالت تدافعی به خود گرفتند. در این نقطه، با رد درخواست آلمانی‌ها، مانرهیم اعلام کرد فنلاند به هیچ وجه قصدی جهت مشارکت در تهاجم به لنینگراد ندارد؛ با این حال پذیرفت به پیشروی در کارلیا تا رود سویر ادامه دهد.
باقی ماندن ناحیه‌ای نسبتاً بزرگ در شمال لنینگراد بین شهر تا مواضع نیروهای فنلاندی، موجب فراهم آمدن فضای تنفس ۲۸۰۰ کیلومتر مربعی برای مدافعان آن گشت. این فضا امکان گسترده‌ای برای ایجاد و استفاده از پایگاه‌های هوایی، انبارها، مزارع و کارخانه‌ها برای شوروی فراهم آورده بود که تا حدودی موجب تقلیل تأثیر محاصره می‌شد. صنایع شوروی در داخل منطقه تحت محاصره، خارج از برد توپخانه ورماخت، به تولید مهمات، تسلیحات و خودروها و تعمیر این ادوات ادامه دادند.
ماه دسامبر سال ۱۹۴۱ الکساندرا کولونتای، سفیر شوروی در استوکهلم، از طریق سوئد بی‌طرف به فنلاند پیشنهاد یک صلح جداگانه کرد تا گشایشی برای محاصره لنینگراد که غیرنظامیان درون آن در معرض قحطی بودند فراهم آید. فنلاند این پیشنهاد شوروی را رد کرد چرا که به نقل از مارشال مانرهیم، این کشور در این زمان بسیار به واردات غذا از آلمان وابسته بود. در همین حال فنلاند از پیشروی بیشتر در ساحل جنوب شرقی دریاچه لادوگا نیز اجتناب می‌کرد تا موجب تحریک قدرت‌های غربی نشود. ایالات متحده و بریتانیا به فنلاند هشدار داده بودند که اگر پیشروی بیشتری در اراضی شوروی صورت دهد به عنوان کشور متخاصم با آن رفتار خواهند کرد. بدین شکل راه دریاچه لادوگا به عنوان محل اتصال لنینگراد به بدنه اصلی شوروی باز باقی ماند.

## یورش به شهر
فن لیب که از اواخر ماه اوت مطلع شده بود می‌بایست به زودی گروه زرهی ۴ و سپاه ۸ هوایی را جهت مشارکت در عملیات تایفون به گروه ارتش مرکز منتقل کند، تصمیم گرفت به امید شکستن مقاومت مدافعان، به کمک این نیروها آخرین یورش به سمت لنینگراد را نیز صورت دهد. به هر حال، در این شرایط ارتش هجدهم همچنان در استونی قرار داشت و بیشتر نیروهای ارتش شانزدهم نیز بر ایجاد جبهه‌ای جدید در طول رود وولخوف متمرکز شده بودند. بدین ترتیب تنها سپاه ۴۱ موتوریزه و سپاه‌های ۲۸ و ۵۰ پیاده‌نظام به منظور تهاجم نهایی به لنینگراد در اختیار فن لیب بودند.
هواگردهای آلمانی از روز ۸ سپتامبر لنینگراد را زیر حملات خود گرفتند. تهاجم نیروهای گروه زرهی ۴ به سمت لنینگراد از صبح روز ۹ سپتامبر آغاز شد. این تهاجم به سرعت مدافعان کراسنوگواردیسک را به محاصره درآورد و موجب تصرف ارتفاعات دودرگوف در جنوب کراسنویه‌سلو گردید. با وجود مبارزه شدید شبه‌نظامیان شوروی، خود کراسنویه‌سلو نیز روز ۱۲ سپتامبر به سلطه ورماخت درآمد و سرنیزه موتوریزه آن تا شامگاه همان روز تا ارتفاعات پولکوو رسید. به‌کارکرفته شدن آخرین نیروهای ذخیره توسط ووراشیلوف نیز نتوانست مسیر مهاجمان در رسیدن به پولکوو را سد کند. از این موقعیت، در فاصله ۱۲ کیلومتری از لنینگراد، نیروهای آلمانی برای نخستین بار قادر به مشاهده این شهر شدند. به هر صورت، در این فاصله، مواضع مهاجمان مکرراً هدف گلوله‌باران با توپخانه کالیبر بالا قرار داشت. یگان‌های پیاده‌نظام ورماخت در جناحین نیروهای گروه زرهی ۴، با برخورد به حضور متراکم مدافعان در اوریتسک و کولپینو، پیشروی بسیار آهسته‌تری انجام دادند و به تدریج متوقف گشتند. هر اندازه نیروهای آلمانی به لنینگراد نزدیک‌تر می‌شدند مقاومت طرف مقابل نیز شدت بیشتری می‌گرفت. تلفات حاصل از این درگیری‌ها توان بسیاری از یگان‌های لشکر صدوبیست‌ویکم پیاده‌نظام ورماخت را به یک سوم و مجموع قوای لشکر ششم زرهی آن را به ۹ هزار نفر تقلیل داد.
با نگرانی از سقوط شهر، استالین دستور داد ناوگان دریای بالتیک شوروی و همچنین تأسیسات کلیدی جنوب شهر بمب‌گذاری شوند تا صورت از دست رفتن لنینگراد چیز باارزشی از منظر نظامی به دست دشمن نیفتد. با آگاهی یافتن استاوکا از سقوط مگا و شلیسلبورگ، استالین ووراشیلوف را از مقام خود خلع و ژنرال گئورگی ژوکوف را جهت تقویت امور دفاعی به لنینگراد اعزام نمود. ژوکوف روز ۱۳ سپتامبر با هواپیما وارد لنینگراد شد و بی‌درنگ ژنرال ایوانوف را که نتوانسته بود جلوی تهاجم نیروهای زرهی آلمانی را بگیرد، از فرماندهی ارتش چهل و دوم عزل کرد و سرتیپ ایوان فدیونیسکی را به جای او گماشت. او همچنین بلافاصله فرمان ووراشیلوف در آماده‌سازی جهت تخریب شهر و انهدام ناوگان بیرق سرخ را لغو کرد. ژوکوف فرمان به مین‌گذاری شدید حوالی شهر و استفاده از توپ‌های ضدهوایی به عنوان توپ ضد تانک داد. توپ‌های جدا شده از کشتی‌های ناوگان دریای بالتیک از جمله ناو آئورا، در مجاورت ساحل به زمین متصل یا بر قطارهای زرهی سوار شدند. ژوکوف روز ۱۷ سپتامبر به تمامی فرماندهان ارتش‌های چهل و دوم و پنجاه و پنجم شوروی اعلام کرد هر کس اقدام به عقب‌نشینی از موضع خود بکند در جا به همراه خانواده‌اش اعدام خواهد شد. بدین شکل، عناصر ان‌کاوه‌ده با گشت زنی در تمامی نقاط اقدام به اعدام «فراری‌ها» می‌کردند. به دستور ژوکوف ارتش تضعیف‌شده هشتم شوروی موظف به اجرای ضد حمله به جناح چپ سپاه ۴۱ موتوریزه ورماخت در کراسنویه‌سلو گردید. شوروی با انحلال ارتش منهدم‌شده چهل و هشتم عناصر باقیمانده آن را به ارتش پنجاه و چهارم که در وولخوف در حال سازمان بود، سپرد.
با این حال نیروهای آلمانی با شکستن خط دفاعی ارتش چهل و دوم شوروی، روز ۱۶ سپتامبر خود را در نزدیکی پترهوف به خلیج فنلاند رساندند و ارتش هشتم شوروی را که قادر به ضد حمله نبود، در ناحیه اورانینباوم در غرب لنینگراد بین خود و دریا به محاصره انداختند. ژوکوف به ارتش پنجاه و چهارم که چند لشکر تفنگ‌دار تازه‌تشکیل‌یافته دریافت نموده بود، فرمان داد با یورش به مواضع سپاه ۳۹ موتوریزه ورماخت و تصرف مجدد سینیاوینو، حصر لنینگراد را بشکند. به هر حال این قدام برای این ارتش که بهترین یگان آن، لشکر صد و بیست و هشتم تفنگ‌دار، تنها ۲ هزار نفر در اختیار داشت، غیرممکن بود و تهاجم آن پس از ۶ تا ۱۰ کیلومتر پیشروی توسط سپاه ۳۹ موتوریزه ورماخت دفع و ارتش پنجاه و چهارم شوروی وادار به عقب‌نشینی به مواضع دفاعی به سمت شرق در طول رود ناسیا شد. همزمان گروه عملیاتی نِوا که تنها دو لشکر ضعیف در اختیار داشت، نیز می‌بایست با گذر از رود نوا به ارتش پنجاه و چهارم ملحق می‌شد. با وجود موفقیت اولیه، این نیرو در نهایت توسط لشکر صد و بیست و دوم پیاده‌نظام ورماخت با تحمل هزاران نفر تلفات، عقب رانده شد. با وجود شکست، این حملات ژوکوف آلمانی‌ها را مجبور به اعزام نیرو به قسمت‌های در تهدید کرد و انتقال سپاه ۳۹ موتوریزه را به گروه ارتش مرکز به تأخیر انداخت.
تلاش بقایای یگان‌های ارتش سرخ که به همراه عناصر ان‌کاوه‌ده و قوای شبه‌نظامی توسط ژوکوف به در ناحیه پولکوفو فرستاده شده بودند، نتوانست از سقوط پوشکین در روز ۱۸ سپتامبر به دست لشکرهای پلیس و یکم زرهی ورماخت جلوگیری کنند. همان روز سلوتسک نیز به تصرف سپاه ۲۸ ورماخت درآمد. با نزدیک‌تر شدن آلمانی‌ها به مرکز شهر، ۴۰ تن موارد منفجره بین نیروهای شوروی به منظور آماده‌سازی جهت انهدام پل‌ها، کارخانه‌ها و نقاط مستحکم نظامی پخش شد. روز ۱۹ سپتامبر مسکو فرمان به جایگذاری این مواد منفجره داد. ضد حملات تانک‌های کی‌وی-۱ شوروی با پشتیبانی باقیمانده توپخانه سنگین، اجازه دستیابی آلمانی‌ها به بهترین ارتفاعات مشرف بر لنینگراد در پوشکین را نداد اما لشکر پنجاه و هشتم پیاده‌نظام ورماخت موفق گشت راه خود را در مقابل لشکر بیست و یکم ان‌کاوه‌ده و تیپ ۶ تفنگ‌داران دریایی ارتش سرخ، به اوریتسک در ۶ کیلومتری کارخانه کیروف در حومه جنوب غربی لنینگراد، باز کند و هزار تن از نفرات دشمن را به اسارت بگیرد. به هر صورت این لشکر زیر آتش متمرکز توپ‌های دریایی شوروی و مقاومت تفنگ‌داران دریایی ارتش سرخ و تعدادی تانک کی‌وی-۱ در نهایت متوقف شد.

## ادامه محاصره

خطوط مقدم در ناحیه لنینگراد، ۲۱ سپامبر ۱۹۴۱

پس از یک تأخیر کوتاه، گروه زرهی ۴ از ۱۸ سپتامبر شروع به ترک گروه ارتش شمال کرد تا فیلدمارشال فن لیب به مابقی نیروهای خود دستور به برقراری خطوط محاصره حول لنینگراد دهد. در این شرایط نه آلمانی قدرت لازم جهت ورود به شهر را داشتند و نه مدافعان می‌توانستند حلقه محاصره بشکنند تا گونه‌ای بن‌بست فرسایشی بر خط مقدم حاکم شود. در این حال، ارتش هجدهم ورماخت با سه لشکر سپاه ۲۴ حصر ناحیه اورانینباوم و با چهار لشکر سپاه ۵۰ خط مقدم جنوب لنینگراد از اوریتسک تا شلیسلبورگ را حفظ کرده بود و ارتش شانزدهم ورماخت در خط مقدم رود وولخوف استقرار داشت. گروه زرهی ۴ با از دست دادن ۳۴۴۰ نفر از قوای خود، بین روزهای ۹ تا ۱۶ سپتامبر به ۶ تا ۱۰ کیلومتری محدوده جنوبی این شهر رسیده و ۲۵ هزار نفر از نیروهای دشمن را به اسارت گرفته بود. عدم فعالیت مدافعان سبب شد ارتش هجدهم ورماخت با بسیار کم عرض ساختن حلقه محاصره برخی از یگان‌های سپاه‌های ۲۴ و ۵۰ خود را جهت یاری‌رسانی به ارتش شانزدهم ورماخت به خط مقدم رود وولخوف عازم کند. نبردهای ناحیه لنینگراد تا پایان ماه سپتامبر فروکش کرد و خط مقدم در این موقعیت موقتاً تثبیت گردید. آلمانی‌ها در جریان این نبردها متحمل ۶۰ هزار نفر تلفات شده بودند. با این حال تلفات مدافعان لنینگراد به مراتب بیشتر بود. جبهه شمالی شوروی از ۱۰ ژوئیه تا ۲۳ اوت ۵۵ هزار نفر و جبهه لنینگراد شوروی از ۲۳ اوت تا ۳۰ سپتامبر ۱۱۶ هزار نفر دیگر را از دست دادند. تلفات جبهه شمال غربی شوروی از ۱۰ ژوئیه تا ۳۰ سپتامبر ۱۴۵ هزار نفر دیگر به این آمار افزود.

## عملیات‌ها در ناحیه وولخوف

### تهاجم ورماخت به تیخوین
فرماندهی عالی نیروی زمینی آلمان به دنبال اجرای تمهیداتی بود که به پایان یافتن مقاومت شهر شتاب ببخشد. رهبران نیروی زمینی آلمان بر این باور بودند که گروه ارتش شمال همچنان توان لازم جهت پیشروی به سمت تیخوین و وولخوف و تصرف آن‌ها را دارد تا خط آهنی را که آمد و شد بر روی دریاچه لادوگا پشتیبانی می‌نماید، قطع کند. فن لیب در نظر داشت به کمک سه لشکر پیاده‌نظام سپاه ۱ و آخرین نیروهای متحرک خود یعنی چهار لشکر سپاه ۳۹ موتوریزه به بین مواضع ارتش‌های چهارم و پنجاه و دوم شوروی در نزدیکی چودوفو نفوذ و جهت سلطه بر تیخوین به سمت شمال شرقی پیشروی نماید.

تهاجم ورماخت در ناحیه تیخوین

تهاجم آلمانی‌ها روز ۱۶ اکتبر آغاز شد. پس از چهار روز مبارزه، سپاه ۳۹ موتوریزه ورماخت توانست خط مقدم دشمن را در مرز ارتش‌های پنجاه و دوم و چهارم شوروی بشکند. درگیری‌های سنگینی حتی بر سر آبادی‌های کوچک جهت دستیابی به پناهگاهی شبانه بین طرفین درگرفت. کولاک و یخبندان در پهنه‌ای پوشیده از جنگل‌ها، دریاچه‌ها و مرداب‌ها، گاهی موجب توقف تهاجم آلمانی‌ها می‌شد. با وجود شرایط نامساعد جغرافیایی، بدی آب‌وهوا و بارش ۳۰ سانتی‌متری برف، لشکر دوازدهم زرهی ورماخت موفق شد در عرض ۱۲ روز ۶۰ کیلومتر پیشروی کند و روز ۸ نوامبر به تیخوین دست یابد. حدود ۲۰ هزار نفر از نیروهای ارتش سرخ در این موضع به اسارت و نزدیک به ۱۸۰ توپ و ۱۰۰ تانک به غنیمت آلمانی‌ها درآمدند. در شمال شرقی تیخوین، گروه عملیاتی بوکمن ورماخت شامل لشکرهای یازدهم، بیست و یکم و ۲۵۴ پیاده‌نظام توانست خود را تا حدود ۵ کیلومتری وولخوف برساند. با از دست رفتن خط آهن تیخوین، شرایط غذایی جمعیت و نیروهای در محاصره شوروی در لنینگراد سخت‌تر شد. در پی این شکست مارشال کولیک از فرماندهی ارتش پنجاه و چهارم شوروی عزل و مدت کوتاهی بعد اعدام شد.
هفت لشکر آلمانی درگیر در این تهاجم در مدت نزدیک به یک ماه در مجموع متحمل قریب به ۱۰ هزار نفر تلفات گشتند. آب‌وهوای زمستانی امکان پیشروی فراتر از تیخوین و جنوب وولخوف را از آلمانی‌ها سلب کرد. سه لشکر بسیار ضعیف دوازدهم زرهی و هجدهم و بیستم پیاده‌نظام موتوریزه ورماخت در حال دفاع از خط مقدم ۱۰۰ کیلومتری برآمدگی ایجاد شده در خط مقدم بودند. وضعیت تدارکاتی ورماخت در ناحیه تیخوین بسیار وخیم و تنها امید آن ضعف شوروی در بهره نبردن از این شرایط بود.

### ضد حمله ارتش سرخ در تیخوین
ژوکوف ۶ اکتبر لنینگراد را ترک کرد و موقتاً فرماندهی را به فدیونیسکی سپرد. با اصرار استاوکا بر شکسته شدن هر چه سریع‌تر محاصره لنینگراد، ژوکوف دو هفته بعد مأمور به هدایت ارتش پنجاه و چهارم در وولخوف جهت آماده‌سازی بدین منظور گشت. ارتش پنجاه و چهارم شوروی روز ۲۰ اکتبر در قالب ۸ لشکر تفنگ‌دار ۶۳ هزار نفر با پشتیبانی ۴۷۵ توپ و ۵۹ تانک کی‌وی به منظور ضد حمله در اختیار داشت. استاوکا جهت اجرای بلافاصله ضد حمله در همکاری با ارتش‌های پنجاه و دوم و پنجاه و چهارم، ژنرال مرتسکوف را به فرماندهی ارتش چهارم شوروی منصوب ساخت و سه لشکر با توان کامل از مناطق نظامی فرا بایکال و خاور دور را به آن اختصاص داد. بر اساس طرح استاوکا ارتش پنجاه و چهارم شوروی در حوالی وولخوف به تهاجم می‌پرداخت، ارتش چهارم شوروی، به عنوان محور اصلی، منطقه محدب تیخوین را از بین می‌برد و در نهایت ارتش پنجاه و دوم شوروی به همراه گروه عملیاتی نووگورود، در جناح جنوبی پیشروی می‌کرد. هدف کلی این نیروها بازگشایی خط آهن تیخوین-لنینگراد و انهدام نیروهای آلمانی در جانب شرقی رود وولخوف بود.
ارتش سرخ تهاجم خود علیه مواضع آلمانی‌ها در تیخوین را از ۱۲ نوامبر آغاز کرد. ارتش پنجاه و چهارم شوروی در این تهاجم سپاه ۱ ورماخت در جناح شمالی و ارتش پنجاه و دوم شوروی نیز سپاه ۳۸ ورماخت را در جناح جنوبی مورد هدف قرار دادند. تهاجم مرتسکوف جناحین نیروهای آلمانی را به تدریج عقب راند و عناصری از لشکرهای ۱۲۱ و ۲۵۴ آن را به محاصره انداخت. آلمانی‌ها خط تدارکاتی خود به تیخوین را از دست دادند و وادار به ارسال اضطراری مهمات از طریق هوایی به آن شدند. بدتر شدن شرایط آب‌وهوایی و سرمای شدید امر دفاع را برای آلمانی‌ها دشواری‌تر کرده بود. روز ۳ دسامبر سپاه ۳۹ موتوریزه ورماخت گزارش دیگر قادر به حفظ تیخوین در مقابل ارتش چهارم شوروی نیست. با استفاده از این شرایط، مرتسکوف حمله همه‌جانبه خود به تیخوین را از ۴ دسامبر آغاز کرد. هیتلر تا ۶ دسامبر بر حفظ تیخوین اصرار داشت اما روز پس از آن فن لیب دستور به آماده‌سازی جهت عقب‌نشینی لشکر شصت و یکم پیاده‌نظام ورماخت از آن داد. او شب همان روز مجوز تخلیه این شهر را صادر کرد. با دریافت اطلاع تلفنی، هیتلر نیز بامداد ۸ دسامبر با این مسئله موافقت کرد تا دقیقاً یک ماه پس از ورود به تخوین، آلمانی‌ها این شهر را رها کنند.
با عقب نشستن به رود وولخوف، جایی که دو ماه پیش تهاجم نیروهای آلمانی از آن آغاز شده بود، ۱۰ لشکر ورماخت خط مقدم جدیدی تا اواخر ماه دسامبر ایجاد کردند. این ۱۰ لشکر در مجموع این نبردها متحمل ۲۱۵۳۰ تن تلفات از جمله ۴۶۰۰ کشته، شدند. با وارد آمدن خسارت جدی به لشکرهای هشتم و دوازدهم زرهی، دیگر ذخیره‌ای از نیروهای متحرک برای گروه ارتش شمال ورماخت باقی نمانده بود.

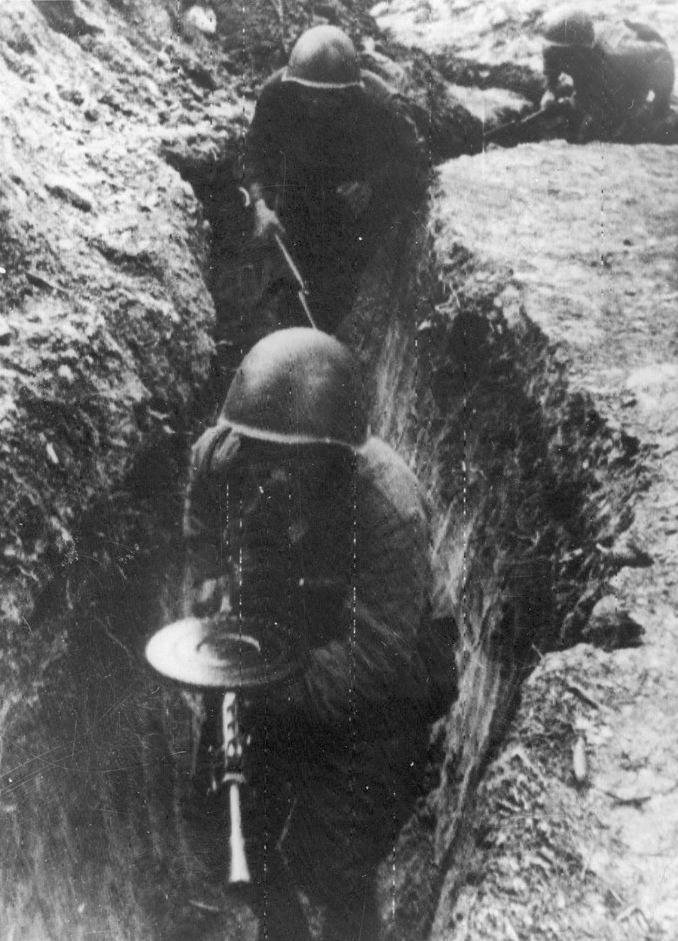
سربازان ارتش سرخ در جبهه لنینگراد، ژانویه ۱۹۴۲

در طرف مقابل پس از پس گرفتن تیخوین، استاوکا با بازسازماندهی نیروهای خود، جبهه جدید وولخوف را تحت امر مرتسکوف ایجاد و آن را با ارتش‌های جدید بیست و ششم و پنجاه و نهم شوروی تقویت کرد. ضد حمله موفق شوروی در تیخوین، با درگیر نگاه داشتن مقدار زیادی از نیروهای آلمانی و روحیه‌بخشی به ارتش سرخ، یاری‌بخش مدافعان مسکو در نبردی که به شکل همزمان بر سر این شهر جریان داشت، نیز بود. پس از این ضد حمله مسیر جاده‌ای و ریلی به لنینگراد همچنان مسدود باقی ماند اما شوروی را مجدداً قادر کرد از طریق دریاچه لادوگا تدارکات‌رسانی به این شهر را ادامه دهد. با بازماندن مسیر دریاچه لادوگا، آلمانی‌ها هیچگاه نتوانستند به یک محاصره کامل حول لنینگراد دست یابند.

## تقویت دفاع لنینگراد
اواسط ماه اکتبر سرلشکر خوزین مسئولیت فرماندهی جبهه لنینگراد را بر عهده گرفت. او تمرکز خود را بر تقویت شرایط دفاعی ارتش‌های چهل و دوم و پنجاه و چهارم که توان لشکرهای آن‌ها به ۲ تا ۳ هزار نفر تقلیل یافته بود، نهاد. تا ماه نوامبر ارتش چهل و دوم شوروی توانست حاشیه جنوبی لنینگراد را با چندین خط دفاعی مستحکم سازد. با یخ زدن خلیج فنلاند و دریاچه لادوگا، خوزین سعی کرد با استقرار نیروهایی در سواحل از تهاجم دشمن از طریق آن‌ها جلوگیری کند. درون شهر آندری ژدانوف، کمیسار سیاسی جهت شمال غربی شوروی، ۷۹ گردان از کارگران مسلح مجموعاً با توان ۴۰ هزار نفر جهت تأمین امنیت هر یک از مناطق شهر تشکیل داد. استالین با تسلیح کارگران مخالف نبود اما انتظار داشت این یگان‌ها تحت کنترل سفت و سخت ان‌کاوه‌ده باشند. روز ۱۰ سپتامبر وراشیلوف و ژدانوف فرمانی فوق سری مبنی بر توزیع ۵۰۰ کاربین بین این افراد صادر نمودند. به نظر می‌رسد این نخستین بار در شوروی بود که سلاح گرم بین جمعیت غیرنظامی توزیع می‌شد. جز آن ۵۰۰ کاربین مشخص نیست دیگر چه نوع سلاح‌هایی به این کارگران داده شده است.

## گلوله‌باران شهر
فرماندهی توپخانه ۳۰۳ (Harko 303)، فرماندهی عالی توپخانه ارتش هجدهم ورماخت به فرماندهی سرلشکر هانس کراتسرت، مسئولیت هدایت گلوله‌باران لنینگراد را بر عهده شد. در ابتدا ظرفیت این یگان بسیار محدود بود؛ چرا که طرح عملیاتی بارباروسا تصرف سریع شهر را به جای محاصره آن، پیش‌بینی کرده بود. با توجه به فاصله خطوط مقدم ورماخت با لنینگراد، تنها توپخانه سنگین از برد کافی جهت گلوله‌باران مؤثر داخل شهر برخوردار بود؛ توپخانه متوسط می‌توانست حومه جنوبی شهر را هدف قرار دهد. بهترین توپ‌های آلمانی بدین منظور شش خمپاره‌انداز ۲۱ سانتی‌متری گردان ۷۶۸ توپخانه سنگین و هشت توپ ۲۴ سانتی‌متری گردان‌های ۱ و ۲ هنگ ۸۴ توپخانه که در جنگل‌های نزدیک پترهوف مستقر بودند، می‌شد. بین ماه‌های سپتامبر تا دسامبر سال ۱۹۴۱، توپخانه آلمان حدود ۴۰ هزار گلوله به داخل شهر شلیک کرد. گلوله‌باران ورماخت به شکل مداوم صورت می‌گرفت و اغلب چندین ساعت طول می‌کشید. اصابت گلوله‌ها موجب ایجاد شدن حفره‌های بزرگ در خیابان‌ها و تخریب ساختمان‌ها می‌شد. عدم امکان پاکسازی تردد داخل شهر را با اختلال شدیدی مواجه ساخت. در چند ماه نخست محاصره حدود ۲۰ هزار نفر در اثر گلوله‌باران کشته شدند. به هر صورت این گلوله‌باران‌ها نتوانستند هیچ‌یک از اهداف کلیدی را منهدم کنند. اهدافی مانند کارخانه‌های کیروف و بلشویک چندین بار مورد اصابت قرار گرفتند اما همچنان به تعمیر تانک‌های آسیب‌دیده ادامه دادند. بیشتر توپ‌هایی که شهر را گلوله‌باران می‌کردند، توپ‌های غنیمتی ۱۵۵ میلی‌متری فرانسوی بودند که گلوله‌های ۴۳ کیلوگرمی با تنها ۷ کیلوگرم ماده منفجره شلیک می‌نمودند.
شبکه خطوط‌آهن ورماخت در روسیه بسیار شلوغ‌تر از آن بود که بتواند منابع توپخانه بیشتری راهی لنینگراد کند. از این رو کراتسرت مجبور بود با مقدار نسبتاً محدودی توپخانه و مهمات وظیفه خود را به انجام رساند. با وجود ارسال تدریجی تعدادی توپخانه سنگین به ارتش هجدهم ورماخت، فرماندهی توپخانه ۳۰۳ در ماه ژانویه سال ۱۹۴۲ کمتر از ۴۰ توپ در اختیار داشت. نیروی کمکی قابل توجه شامل دو آتشبار توپ ریلی ۵۲۰ میلی‌متری فرانسوی و دو توپ ۲۸۳ میلی‌متری "برونو کوتاه" می‌شد. توپ‌های ریلی ۵۲۰ میلی‌متری بعداً با توپ‌های ریلی کاربردی‌تر ۴۰۰ میلی‌متری فرانسوی جایگزین گشتند. مجموعاً ۱۲ آتشبار توپ فوق سنگین در ماه اوت سال ۱۹۴۲ به ناحیه لنینگراد رسیدند؛ به هر حال بیشتر آن‌ها در اثر محدودیت تأمین مهمات در جایگاه ذخیره نگاه داشته می‌شدند. در ادامه فرماندهی توپخانه ۳۰۳ سه توپ ریلی فرانسوی ۴۰۰ و ۳۷۰ میلی‌متری، دو توپ ریلی ۲۷ سانتی‌متری K-5، خمپاره‌انداز ۴۲ سانتی‌متری گاما، یک خمپاره‌انداز ۳۵۵ میلی‌متری، پنج خمپاره‌انداز ۳۰۵ میلی‌متری ساخت چکسلواکی و دو توپ ریلی ۲۴ سانتی‌متری فرانسوی دریافت کرد. ارسال توپ ۸۰ سانتی‌متری دورا و دو خمپاره‌انداز ۶۰ سانتی‌متری کارل نیز برنامه‌ریزی شده بود. با توجه به مضیقه مهمات، فن کوشلر به شکل جدی تمرکز بیشتر توپخانه فوق سنگین خود را بر کرونشتات در نظر داشت؛ چرا که اگر توپ‌های ساحلی و ضدهوایی این نقطه از بین می‌رفتند یک حمله مستقیم جهت انهدام ناحیه اورانینباوم عملی می‌شد. به هر صورت با تهاجم پیش‌دستانه شوروی در ماه اوت سال ۱۹۴۲، فن کوشلر تصمیم گرفت بیشتر توپخانه سنگین خود را در جایگاه ذخیره نگاه دارد. توپ دورا و خمپاره‌اندازهای کارل به جنوب لنینگراد رسیدند اما مورد استفاده قرار نگرفتند و اواخر سال به آلمان بازگردانده شدند.
گلوله‌باران لنینگراد نیمه دوم سال ۱۹۴۲ جهت حفظ مهمات برای عملیات تهاجمی، کاهش یافت؛ به هر صورت این تهاجم هیچگاه انجام نشد. از بهار سال ۱۹۴۳ کراتسرت گلوله‌باران شدیدتر لنینگراد را با شلیک به‌طور میانگین هر روز ۸۵ گلوله، از سر گرفت. این میانگین پس از تابستان سال ۱۹۴۳ مجدداً کاهش و به ۳۰ گلوله در روز رسید. بین روزهای ۱۰ تا ۳۰ آوریل سال ۱۹۴۳ در مجموع ۲۹۱۲ گلوله به درون لنینگراد شلیک شد که حدود نیمی از آن مربوط به توپ‌های ۱۲ تا ۱۵ سانتی‌متری بود. در همین مدت، ضد آتشبار شوروی بیش از ۴ هزار گلوله به سمت مواضع توپخانه ورماخت شلیک نمود که تنها توانست یک هوئیتزر ۱۵۵ میلی‌متری فرانسوی را منهدم کند و به دو توپ دیگر آسیب برساند.
بهترین تسلیحات ورماخت برای گلوله‌باران لنینگراد چند توپ ۲۸ سانتی‌متری K-5 بودند که می‌توانستند گلوله‌های ۲۵۵ کیلوگرمی را از خارج از برد آتش ضد آتشبار شوروی، به درون شهر شلیک کنند. به هر حال این توپ‌ها تنها مهمات کافی برای آتش موردی در اختیار داشتند.

## شرایط محاصره

### داخل شهر

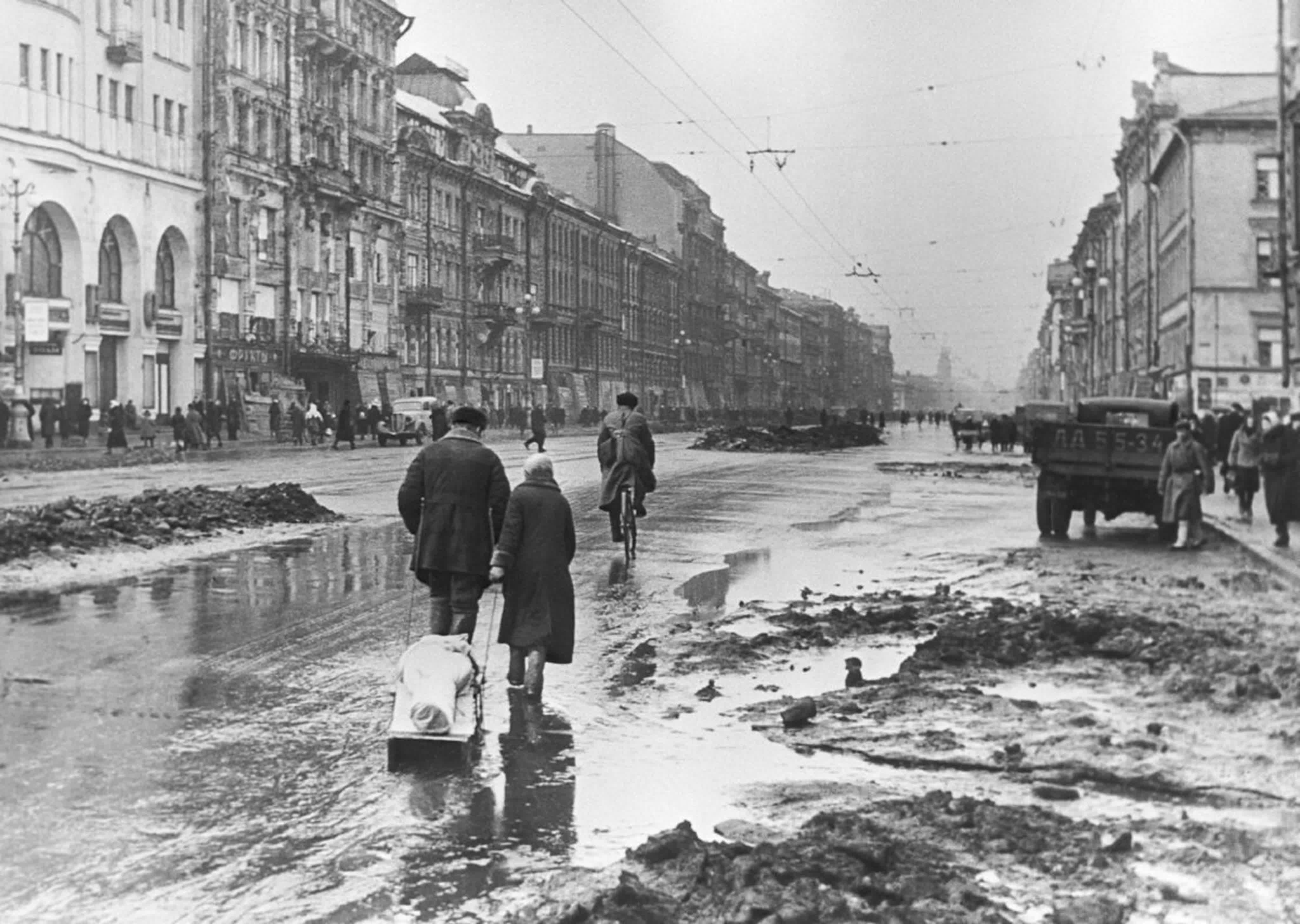
شهر در سال ۱۹۴۲

چهار ارتش هشتم، بیست و سوم، چهل و دوم و پنجاه و پنجم شوروی شامل بیست لشکر مجموعاً با ۳۰۰ هزار نفر نیرو به همراه قریب به ۳ میلیون غیرنظامی درون حلقه محاصره در لنینگراد و ناحیه اورانینباوم قرار گرفته بودند. ابتدا ذخیره مواد غذایی برای نزدیک به سی روز درون شهر وجود داشت اما این مقدار با بمباران انبارهای آذوقه در دادائف در ۸ سپتامبر توسط لوفت‌وافه کاهش یافت و در آغاز ماه اکتبر برای ۲۰ روز و در روز ۱ نوامبر تنها برای ۷ روز کافی بود. نگرانی از متهم شدن به شکست‌پذیری عوامل محلی را از ذخیره مقدار زیادی غذا و سوخت برای محاصره واداشته بود. تدارکات‌رسانی به لنینگراد تنها از طریق هوایی و دریاچه لادوگا میسر بود. با این وجود، ناوگان قایق‌های شوروی در دریاچه لادوگا تنها می‌توانست ۲۲ هزار تُن مواد غذایی در ماه وارد شهر کند؛ درحالی‌که شهر به ۳۰ هزار تن نیاز داشت. مجموعاً تا پیش از یخ بستن دریاچه لادوگا در ماه نوامبر، حدود ۴۵ هزار تن غذا، مهمات و بنزین وارد لنینگراد شد. این تحرکات به شدت زیر حملات هوایی لوفت‌وافه قرار می‌گرفت؛ به وجهی که در ماه‌های اکتبر و نوامبر ۲۴ لنج و ۶ کشتی بخار غرق شدند. گروه ویژه‌ای از هواگردهای ترابری شوروی نیز هر هفته ۶۰۰ تن مواد غذایی با خود به لنینگراد می‌بردند. علاوه بر غذا، ذخایر سوخت نیز درون محاصره به سرعت کاهش یافت و در شرایط وخیمی قرار داشت که موجب توقف فعالیت بیشتر نیروگاه‌های شهر شد. با نبود ظرفیت گرمایشی، لوله‌های انتقال آب یخ بستند تا شرایط بهداشتی را بدتر و مقابله با آتش‌سوزی‌های حاصل از بمباران‌ها را مشکل‌تر نمایند. با فرارسیدن زمستان قحطی در حال آغاز رخ نمایی بود. کمبود سوخت سبب شد در طول محاصره ۹ هزار ساختمان تخریب شوند از الوار آن‌ها به عنوان هیزم استفاده شود.
پس از یخ زدن دریاچه لادوگا، تنها راه باقی مانده تردد از روی یخ آن بود. ماه نوامبر شورای نظامی لنینگراد تصمیم به ایجاد یک «راه یخی» که به «راه زندگی» شهرت یافت، بر روی دریاچه گرفت. به هر صورت تا روز ۱۷ نوامبر ضخامت یخ تنها به ۱۰۰ میلی‌متر رسید که صرفاً امکان تردد اسب‌های بدون بار روی آن وجود داشت. برای عبور کامیون‌ها به ضخامت حداقل ۲۰۰ میلی‌متر نیاز بود. روزهای بعد با وزش باد زمستانی این ضخامت حاصل شد و روز ۲۰ نوامبر نخستین سورتمه‌های اسب‌کشنده از روی دریاچه عبور نمودند. اسب‌هایی که طاقت فرسایش حرکت بر روی مسیر یخی را نداشتند کشته شده و برای مصرف گوشتشان به لنینگراد بازگردانده می‌شدند. نخستین کامیون‌ها روز ۲۲ نوامبر این مسیر را طی کردند. در مواردی یخ نازک شکسته می‌شد و کامیون به همراه راننده آن به زیر یخ فرومی‌رفت. به هر حال این کامیون‌ها روز نخست ۳۳ تن تدارکات با خود به لنینگراد آوردند. این مقدار ناچیز بود اما امکان این مسئله را به تأیید رساند. مسیری که بدین منظور می‌بایست طی می‌شد یک راه یخی به طول حدود ۳۰ کیلومتر از بندر اوسینووتس در ۳۰ کیلومتری شرق لنینگراد در ساحل غربی دریاچه لادوگا تا روستای کابونا در جنوب آن بود. آن سوی دریاچه از راهی که ارتش سرخ در عرض ۱۴ روز از میان اراضی جنگلی و مردابی ایجاد کرد استفاده می‌گردید. با عدم افزایش ضخامت یخ، کامیون‌ها با نصف ظرفیت به‌کارگرفته می‌شدند و از سورتمه استفاده می‌گردید. ماه دسامبر به‌طور میانگین هر روز حدود ۳۶۰ تن تدارکات از این طریق وارد لنینگراد شد. این مقدار تنها یک هفتم میزان مورد نیاز بود.
با وجود آماده‌سازی‌های دفاعی، اقدام چندانی برای محافظت از جمعیت شهر در مقابل آثار محاصره نشده بود. شورای نظامی لنینگراد اجازه هر گونه تخلیه شهر از ساکنان آن را نداد و پس از تکمیل محاصره اولویت خروج به کمک دریاچه لادوگا تنها به ۱۰ هزار تکنسین کارخانه‌های کیروف و بلشویک اختصاص یافت. این عمل مقدار زیادی از صنایع جنگی حیاتی را انتقال داد اما انتقال گسترده غیر نظامیان تنها از ماه فوریه سال ۱۹۴۲ آغاز شد. گرسنگی، سرما و شیوع تیفوس زمستان ۴۲–۱۹۴۱ به شدت گریبان‌گیر مردم شهر گردید که در نهایت بیش از ۶۰۰ هزار نفر از آن‌ها را از پای درآورد. ماه سپتامبر برای حدود ۲٫۸ میلیون نفر کوپون جیره غذایی صادر شد؛ قریب به نیم میلیون نفر بدون استحقاق رها گشتند. جمعیت غیرنظامی می‌بایست با حدود ۲۵۰ گرم نان در روز برای هر نفر سر می‌کرد. با وجود این که سربازان جیره غذایی بهتری دریافت می‌کردند، ۱۲٬۴۰۰ نفر از آن‌ها در این فصل جان باختند. تا ماه نوامبر وعده روزانه مدافعان لنینگراد به ۵۰۰ گرم و در ماه دسامبر به ۲۵۰ گرم نان کاهش یافت. سهم غیرنظامیان تنها ۱۲۰ گرم نان در روز بود. تا ماه دسامبر سال ۱۹۴۱ ذخایر غذایی لنینگراد به پایان رسید. تا ماه ژانویه سال ۱۹۴۲ تقریباً تمامی اسب‌ها خورده شدند؛ درحالی‌که سوخت اندکی برای خودروها باقی مانده بود. این شرایط موجب ضعف روحیه سربازان و در نتیجه فرار هزاران تن از آن‌ها به سمت آلمانی‌ها جهت نجات از مرگ در اثر گرسنگی شد. در نتیجه این شرایط اوایل سال ۱۹۴۲، بدون احتساب پیاده‌نظام دریایی و پرسنل نیروی هوایی، حدود ۹۵ هزار نفر نیروی نظامی درون محاصره باقی مانده بود. عدم کفایت مقدار غذای تخصیص‌یافته موجب روی آوردن مردم به معامله کوپون جیره، سرقت آن از یکدیگر مخصوصاً از ضعفا و خوردن پرنده‌ها، سگ‌ها و گربه‌ها گشت. مرده‌خواری توسط حکومت ممنوع و مرتکبان به مرگ تهدید شده بودند؛ با این حال با وجود تفاوت در برآورد شدت آن، چنین عملی مسلماً، احتمالاً هزاران بار، در طی محاصره لنینگراد رخ داده است. به هر صورت، با وجود وخامت اوضاع، با اقدامات نیروهای امنیتی و روحیه مردم، شرایطی همانند رمیدگی حاصل از نزدیک شدن نیروهای آلمانی به مسکو، در لنینگراد پدید نیامد. تلفن‌های شخصی درون شهر قطع و منع رفت‌وآمد شبانه وضع گشت.
پس از پس زدن آلمانی‌ها از ناحیه تخوین و برقراری مجدد راه‌آهن منتهی به دریاچه لادوگا، ماه ژانویه سال ۱۹۴۲ شش مسیر یخی بر روی دریاچه ایجاد شد و با افزایش ضخامت قطر یخ سطح آن، میزان غذای وارد شده به شهر به حدود ۱۵۰۰ تن در روز و مدتی بعد به ۲۰۰۰ تن در روز رسید. در انتهای این ماه و در ماه بعد جیره نان افزایش یافت. از همین زمان تخلیه ساکنان از محاصره آغاز شد. ماه فوریه ۱۱ هزار نفر، ماه فوریه ۱۱۷ هزار نفر و ماه مارس ۲۲۱ هزار نفر با تل‌انبار شدن در کامیون‌ها از طریق دریاچه از شهر خارج و به خط‌آهن رسیدند. در عرض چهار ماه حدود ۵۰۰ هزار نفر بدین شکل به بیرون از محاصره انتقال یافتند.

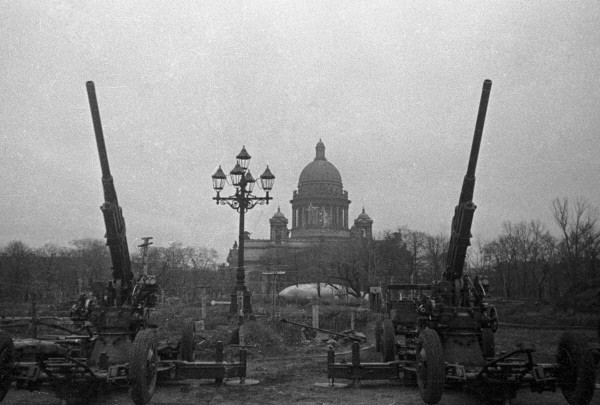
شهر در طول نبرد ژانویه ۱۹۴۴

موفقیت سریع و غیرمنتظره آلمانی‌ها در قطع کردن تمامی جاده‌ها و خطوط‌آهن به لنینگراد، در ابتدا آشفتگی زیادی در زمینه تدارکات صنعتی برای آن ایجاد کرد. قطع برق در اواخر سال ۱۹۴۱ بیشتر تولیدات صنعتی لنینگراد را متوقف نمود. به هر صورت با توسل به تمهیدات شدیدی همچون تبدیل گسترده صنایع غیرنظامی به نظامی، فعالیت شبانه‌روزی کارخانه‌ها، افزایش ساعات کار افراد، الگو و قهرمان‌سازی از کارگران پرتلاش و به‌کارگیری زنان، تولیدات از بهار سال ۱۹۴۲ مجدداً افزایش یافت. در طول سال ۱۹۴۲، کارخانه‌های لنینگراد ده‌ها هزار تفنگ خودکار، میلیون‌ها مین، گلوله خمپاره و توپ و بمب، بیش از یک میلیون نارنجک و ۴۶ تانک کی‌وی تولید کردند. مجموع تولیدات سال پس از آن افزایش بیشتری داشت. این تولیدات نقشی کلیدی در دفاع از شهر و شکسته شدن نهایی محاصره آن داشتند. گفته می‌شود حتی ۱۰۰۰ توپ و خمپاره‌انداز برای دفاع از مسکو در لنینگراد تولید و از طریق هوایی برای آن ارسال شده است.

### محاصره‌کنندگان

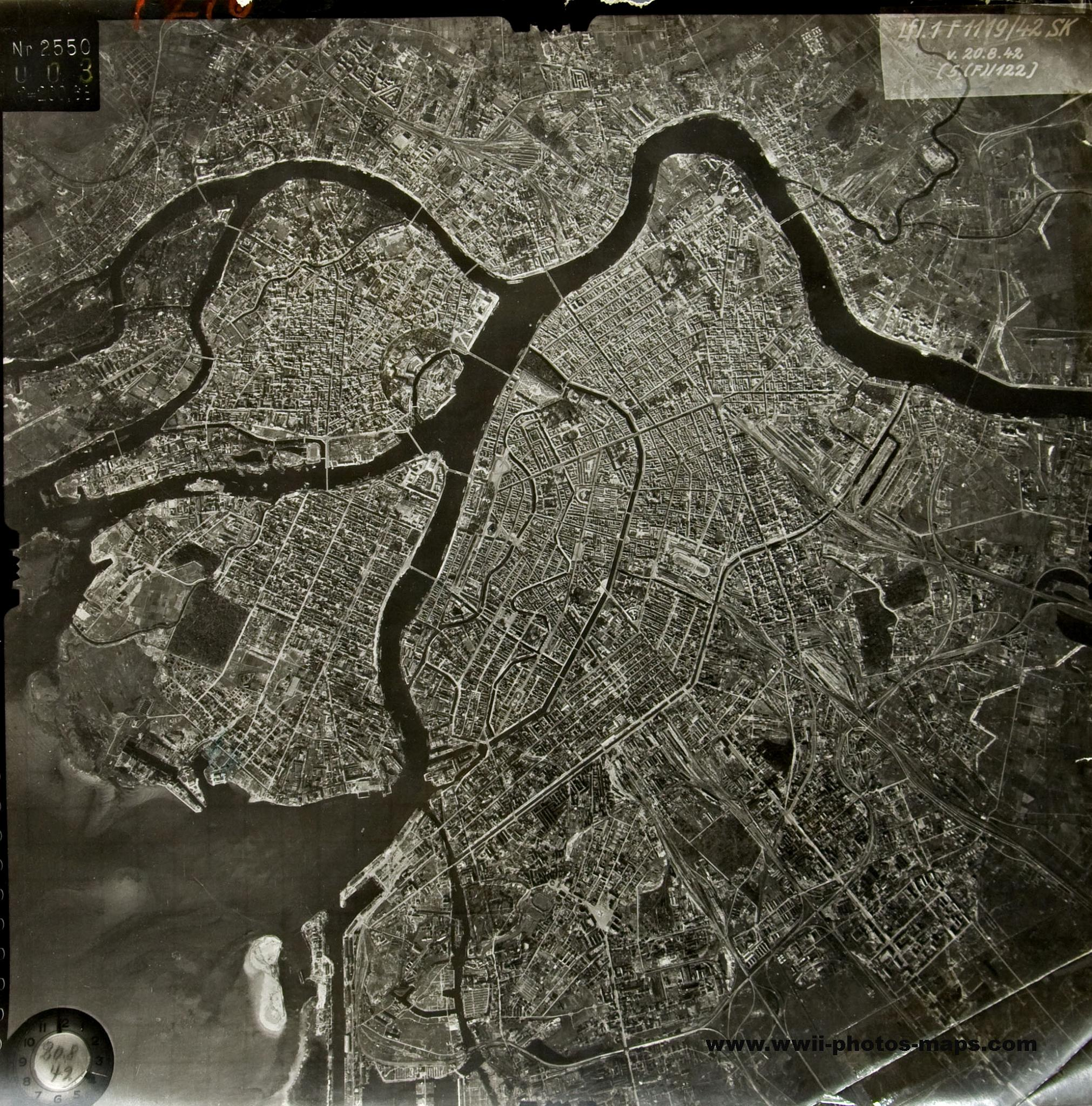
تصویر هوایی آلمانی‌ها از لنینگرادِ در محاصره

در طرف مقابل با توجه به این که ارتش هجدهم آلمان پیش از فرا رسیدن فصل سرما در مواضع زمستانی خود مستقر گشت، تلفات انسانی کمتری در اثر بیماری و سرمازدگی متحمل شد. با این حال تلفات میان اسب‌های این نیرو قابل توجه بود. برای مثال در لشکر پلیس اس‌اس که در فصل تابستان تنها ۶۷ اسب خود را از دست داده بود، در فصل زمستان ۱۲۰۰ اسب تلف گشتند. وعده غذایی سربازان آلمانی در ماه‌های اولیه محاصره مقداری بالغ بر سه برابر دشمنان در محاصره بود.

## نبرد هوایی
هنگام آغاز جنگ نیروی هوایی شوروی هفت هنگ جنگنده و شش هنگ بمب‌افکن مجموعاً با ۴۲۶ جنگنده و ۱۸۲ بمب‌افکن در نزدیکی لنینگراد مستقر کرده بود. حدود سه چهارم از این جنگنده‌ها از مدل‌های قدیمی بودند. دفاع هوایی داخلی لنینگراد بر سپاه ۲ دفاع هوایی متشکل از شش هنگ توپ‌های ضدهوایی (با حدود ۳۰۰ توپ ۷۶ و ۸۵ میلی‌متری)، ۲۳۰ مسلسل، ۳۰۰ نور افکن، ۳۶۰ بالون ضدهوایی و ۳۰۰ جایگاه دیده‌بانی، اتکا داشت. شوروی تنها یک رادار در شمال شرقی لنینگراد جهت شناسایی هوایی به‌کار گرفته بود و این امر غالباً به کمک دیده‌بانان زمینی و گشت‌های هوایی صورت می‌گرفت که منجز به تلفات زیادی می‌شد. ناوگان دریایی دریای بالتیک شوروی نیز سه هنگ جنگنده با ۱۸۰ هواگردهای آی-۱۵بیس و آی-۱۶ و یک هنگ توپ‌های ضدهوایی با ۶۸ توپ برای دفاع از کرونشتات در اختیار داشت.
نخستین حضور لوفت‌وافه در ناحیه لنینگراد توسط ۱۸ بمب‌افکن یو ۸۸ صورت گرفت که در آن ۳۶ مین یک تنی مغناطیسی دریایی در نزدیکی کرونشتات ریخته شد. با توجه به اجتناب شوروی از دیگر شدن با هواگردهای آلمانی در آن هنگام، با وجود شناسایی هواگردهای آلمانی، توهای ضدهوایی شوروی اقدام به آتش و ساقط کردن آن‌ها نکردند. لوفت‌وافه همچنان به مین‌ریزی آب‌های اطراف لنینگراد ادامه داد. با نزدیک شدن گروه ارتش شمال به لنینگراد، هواگردهای لوفت‌وافه حملاتی علیه پل‌های عمده خطوط‌آهن صورت دادند تا از رسیدن نیروی کمکی به شهر جلوگیری شود. تا ماه اوت حدود ۱۰۰ جنگنده و ۲۰۰ بمب‌افکن در اختیار ناوگان یکم هوایی لوفت‌وافه به فرماندهی ارتشبد آلفرد کلر بود؛ درحالیکه نیروهای جبهه شمال غربی شوروی به فرماندهی سرلشکر الکساندر نوویکوف، بیشتر توان خود را در تلاش برای کُند کردن پیشروی آلمانی‌ها از دست داده بود. لوفت‌وافه سپاه ۸ هوایی خود به فرماندهی ارتشبد ولفرام فرایهر فن ریشتوفن را با چهار گروه هواگردهای اشتوکا و ب‌اف ۱۱۰، جهت تقویت مرحله نهایی تهاجم زمینی به شهر، به این ناحیه اعزام نمود.